# جريدة الجزيرة (سوريا)
جريدة الجزيرة هي صحيفة أسبوعية ثقافية سوريا، صدرت بين (1932-1938)، أصدرها رجل الأعمال محمد رفيق الكزبري بدمشق، وصدر عددها الأول في 10 كانون الأول 1932. صدرت بثماني صفحات من القطع المتوسط وكانت أسبوعية حتى سنة 1938 ثم تحوّلت إلى يومية وكانت أول مطبوعة في سورية تهتم بالفنون الجميلة وتتابع النشاط المحلي والعالمي في الرسم والنحت. سمّي الدكتور منير العجلاني رئيساً للتحرير قبل نقلها إلى الأردن سنة 1938.